# Sarasota School of Architecture

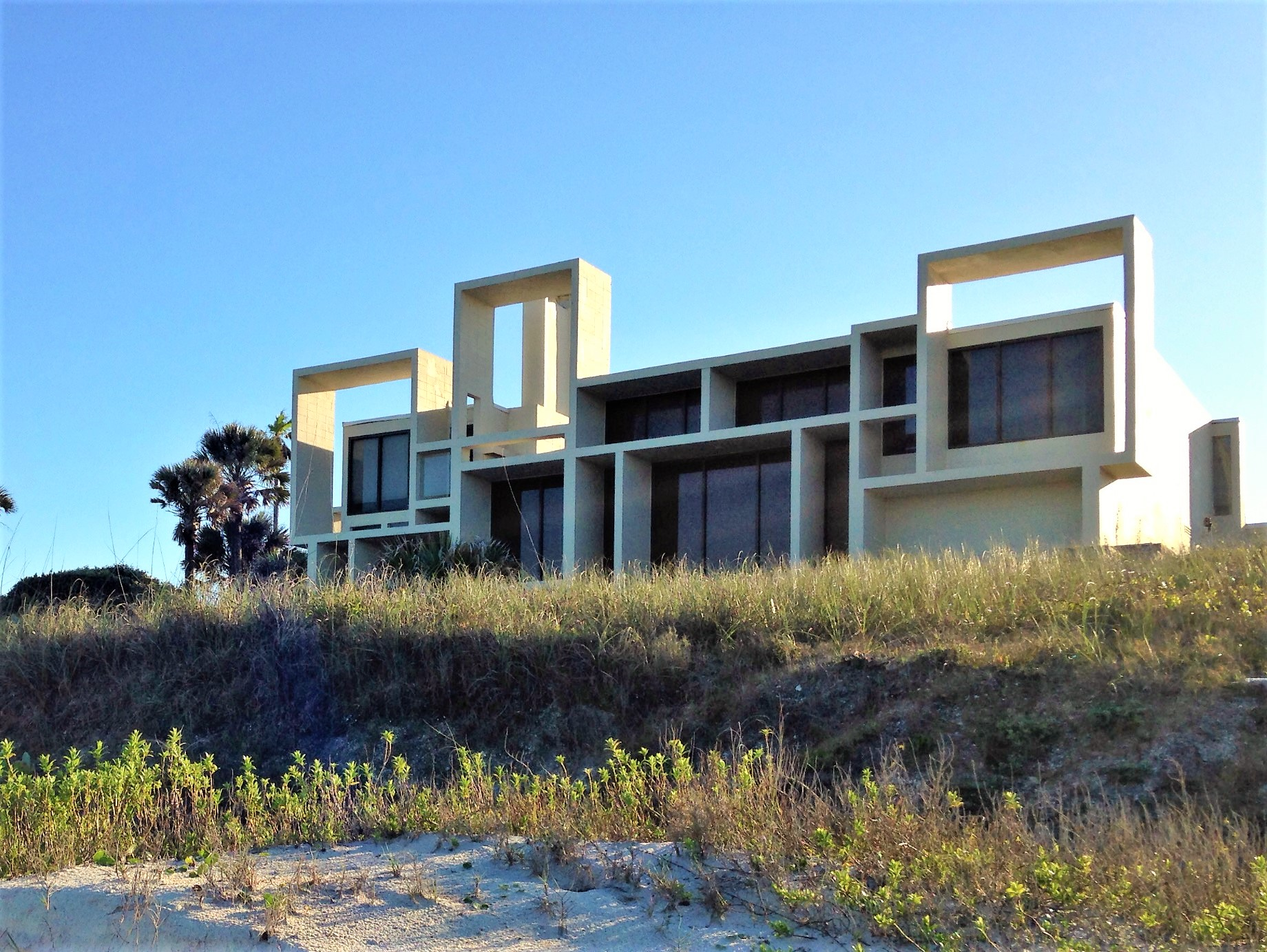
Paul Rudolph: Arthur W. Milam Residence, Ponte Vedra, FLA (1961)

Die Sarasota School of Architecture war eine regionale Strömung moderner Nachkriegsarchitektur an der Westküste Floridas.
Nach Vorarbeiten von Ralph Twitchell in den 1930er Jahren wurden von Paul Rudolph und weiteren Architekten zwischen 1940 und 1966 Wohnhäuser und öffentliche Gebäude errichtet, die sich durch die Berücksichtigung der subtropischen klimatischen Verhältnisse durch breite Markisen, innovative Belüftungssysteme und raumhohe Glasschiebetüren auszeichneten.
Eine hohe Dichte von Gebäuden der Sarasota Moderne findet sich auf der Sarasota vorgelagerten Insel Lido Key.